# EPOP Network
 (juillet 2025).
ePOP Network (Petites Ondes Participatives) est un Réseau innovant déployé par l'Institut de recherche pour le développement (IRD) et RFI Planète Radio (France Médias Monde) depuis 2017. Ce réseau se consacre à la collecte de témoignages Vidéo de citoyens du monde entier confrontés à la crise environnementale. À travers des vidéos réalisées au smartphone par de jeunes engagés, appelés ePOPers, ePOP capture des paroles sensibles, des expériences locales et des réalités souvent édifiantes.
Ces témoignages ont pour objectif de déclencher et d’humaniser les débats sur les enjeux environnementaux, en facilitant les échanges entre scientifiques, acteurs de divers secteurs et décideurs. En mettant en lumière des perspectives variées, ePOP cherche à cerner collectivement les problématiques environnementales et à identifier des solutions pour un avenir plus sain, juste et durable.
Les vidéos sont largement diffusées à l’échelle locale, régionale et internationale, atteignant les populations via les réseaux sociaux, les médias, des événements publics et les grands rendez-vous de l’agenda international. En outre, ePOP contribue à la préservation du patrimoine immatériel de l'humanité en mettant ces témoignages à disposition sur la plateforme https://epop.network/fr sous licence libre de droit.

## Concours ePOP
Chaque année, le concours international ePOP, soutenu par un jury composé de personnalités issues des domaines des médias, de la recherche, de la culture et du développement, réunit et stimule la communauté ePOP tout en collectant plusieurs centaines de témoignages. Ce concours est ouvert à toute personne majeure dans le monde entier et a pour objectif, conformément à la ligne éditoriale d'ePOP, de mettre en avant les récits de personnes affectées par le changement climatique et les dégradations environnementales,.
Le concours offre chaque année quatre bourses visant à soutenir les lauréats dans leur parcours dans le domaine de 
Chaque année, les jurys du concours ePOP se composent d’experts issus de domaines variés afin d’assurer une évaluation rigoureuse et diversifiée des témoignages environnementaux. Parmi les membres notables des jurys figurent des journalistes de renom tels que Jean-Marc Four, directeur de Radio France Internationale (RFI), et Olivier Herviaux, journaliste au Monde Afrique, qui apportent leur expertise dans l’analyse narrative et médiatique des productions soumises.
Le concours bénéficie également de la participation de chercheurs et de spécialistes en développement durable. Parmi eux, Victor David, chercheur en droit de l'environnement à l'Institut de Recherche pour le Développement (IRD), et Jonathas De Mello, expert en technologies numériques pour les Nations unies, jouent un rôle clé dans l’appréciation des thématiques scientifiques et environnementales. À ces profils s’ajoutent des acteurs engagés dans le changement social, tels que Maria Fernanda Troya Gonzales, anthropologue visuelle, et Marie-France Barrier, documentariste et fondatrice d’initiatives écologiques.

## La Plateforme ePOP Network
Les contributions des ePOPers enrichissent chaque année la vidéothèque d’ePOP Network, contribuant ainsi à l’enrichissement des archives du patrimoine immatériel de l’humanité. Les témoignages archivés sont disponibles pour consultation et téléchargement par le public.
Les films ePOP peuvent être téléchargés en différentes résolutions, sans sous-titres incrustés pour offrir une utilisation flexible. Les sous-titres sont fournis via un fichier .vtt accessible sur la page de chaque vidéo.
Ces témoignages sont destinés à des usages variés, tels que l’enseignement, les animations, les débats, ainsi que les productions audio, vidéo ou artistiques. Les utilisateurs sont invités à explorer et partager ces précieux témoignages tout en respectant les conditions de la licence.
Les films ePOP sont protégés par la licence Creative Commons CC BY-NC 4.0. Les utilisateurs doivent se conformer à un usage non commercial et citer les ePOPers selon les directives disponibles sur la page des licences d’utilisation : https://epop.network/fr/licence-dutilisation/.

## Les AfterPOPs
Des projections-débats ouvertes au grand public, appelées « AfterPOPs », sont organisées autour des films ePOP afin d'explorer collectivement les problématiques et les solutions liées aux enjeux environnementaux. Ces événements se déroulent dans divers contextes, tels que les établissements scolaires, les institutions culturelles, les forums scientifiques et les espaces politiques, favorisant ainsi des échanges enrichissants entre différents acteurs,,,,,.
Cette initiative originale, qui place la jeunesse au centre de ses préoccupations, a été lancée initialement dans la région Pacifique, incluant des territoires tels que la Nouvelle-Calédonie, les Fidji, le Vanuatu et la Nouvelle-Zélande. Actuellement, elle s'étend également en Afrique de l’Ouest et du Centre, ainsi qu'à La Réunion et à Madagascar dans l’océan Indien. Le réseau ePOP compte aujourd'hui plus de 100 000 abonnés répartis dans 48 pays, avec des membres particulièrement actifs en République démocratique du Congo, à Madagascar, au Sénégal, au Cameroun, et en Algérie.
Depuis 2017, plus de 1 000 films ont été produits, offrant autant de témoignages venus du monde entier et présentés en une trentaine de langues différentes. Les thèmes abordés sont souvent centrés sur le changement climatique et ses impacts. Par exemple, les pêcheurs du Bénin et du Sénégal expriment leurs préoccupations concernant l'épuisement des stocks de poissons ; les habitants des Îles du Pacifique signalent la montée du niveau de la mer et l'érosion côtière aggravée par des tempêtes de plus en plus fréquentes ; et les agriculteurs et éleveurs du Sahel sont confrontés à des sécheresses prolongées.
ePOP participe à des événements internationaux majeurs tels que les COP 22 et 23 (2016 et 2017), le 30e anniversaire du Groupe d'experts intergouvernemental sur l'évolution du climat (Giec) (2018), et le Congrès mondial de la nature (2021). Ces participations visent à faire entendre les voix citoyennes auprès des acteurs du développement durable, des décideurs et des responsables politiques.
Le succès croissant d’ePOP a permis l'établissement d'un réseau diversifié de partenaires, comprenant notamment l’Union européenne, la Fondation de France, les Fonds du Groupe Agence française de développement médias(AFD), Agence française pour la biodiversité, l’Université du Pacifique Sud, Université de La Réunion, l’École des Gobelins, Acted, et le WWF.
Pour stimuler le débat public, ePOP a été présent à divers événements internationaux au cours des quatre dernières années. Des vidéos ont été diffusées sous la bannière AfterPOP, permettant aux ePOPeurs de participer à des discussions avec des experts et des décideurs lors de la COP 23 (Bonn, 2017), de la Journée de l’Océan des Nations unies à New York (2017), du 30e anniversaire du Groupe d'experts intergouvernemental sur l'évolution du climat (UNESCO, 2018), et du symposium international sur la biologie insulaire (La Réunion, 2019), ainsi que lors de nombreux événements locaux et Facebook Live durant la pandémie.
Le réseau ePOP continue d'élargir son impact, avec des participations prévues au Congrès mondial de la nature de l’Union internationale pour la conservation de la nature (Marseille, septembre 2021), à la COP 24 (Glasgow, novembre 2021) et au Forum mondial de l'eau (Dakar, mars 2022).
Après quatre ans de développement, ePOP dispose d'une présence mondiale consolidée, articulée autour de trois antennes régionales en Afrique centrale, dans l’océan Indien et dans le Pacifique, gérées par des jeunes membres de la communauté ePOP. Ces ePOPeurs participent à la production de vidéos et fournissent un soutien technique aux réalisateurs, notamment à travers des formations en présentiel et en e-learning sur la réalisation de reportages vidéo à partir d’un smartphone. Ces formations complètent l’offre e-learning proposée par RFI Planète Radio et sont accessibles via le réseau ePOP.